# Instituto Superior de Tecnologías y Ciencias Aplicadas
El Instituto Superior de Tecnologías y Ciencias Aplicadas (InSTEC) es una institución universitaria cubana que prepara estudiantes en los campos de Ciencia nuclear y Ciencias ambientales. Es la única institución en Cuba y una de las pocas en América Latina que proporciona la posibilidad de estudiar dichos tópicos. Se encuentra ubicado en La Habana, dentro de los terrenos de la “Quinta de los Molinos”. En dicho instituto se estudian las siguientes carreras:
- Licenciatura en Física Nuclear
- Ingeniería Nuclear
- Licenciatura en Radioquímica
- Licenciatura en Meteorología

Otros postgrados incluyen el Máster en Instalaciones Nucleares y Energéticas, el Máster en Física nuclear y Máster en Radioquímica.

## Organización

### Facultades y departamentos
El InSTeC está compuesto por dos facultades. La Facultad de Ciencia y Tecnología Nuclear (FCTN) es la encargada de enseñar las tres Licenciaturas relacionadas con las ciencias nucleares así como los Máster en dicho campo. Se divide en tres departamentos: el Departamento de Ingeniería Nuclear, el Departamento de Física Nuclear y el Departamento de Radioquímica. 
La Facultad de Ciencias Ambientales (FaMA) se encarga de impartir la Licenciatura en Meteorología y los postgrados asociados. Se divide en dos departamentos: el Departamento de Meteorología y el Departamento de Medio Ambiente. Otros departamentos se encargan de impartir las ciencias generales. Para esto último, existe el Departamento de Física General y Cómputo.

### Investigaciones
El instituto es el encargado de investigar diversos campos, como la Física, la Química y la Ingeniería. Entre las principales áreas de investigación, se encuentran la Dinámica molecular, determination of heavy metals in organisms and atmosphere y el modelado computacional de los Procesos termo-hidráulicos. 
Cuenta con laboratorios para desarrollar trabajos académicos de Física, Química e Ingeniería: los laboratorios de Mecánica, Electromagnetismo, Óptica, Física nuclear y Química se enfocan en desarrollar el entrenamiento práctico en las ciencias básicas. Otros laboratorios, tales como los laboratorios de Maquinaria eléctrica y de Electrónica se dedican al entrenamiento especializado en dichos temas.
Cada año, se celebra un foro científico. Dicho encuentro, permite a los estudiantes la possibilidad de presentar sus propias investigaciones y avanzar en sus tesis. 
Otros eventos en los que contribuyen muchos investigadores jóvenes y estudiantes del InSTeC son los Talleres de Fotodinámica y los de Física Nuclear y Tecnologías Relacionadas organizados por el Centro de Aplicaciones Tecnológicas y Desarrollo Nuclear (CEADEN).

## Gestión
Hasta 2011, el instituto se encontraba subordinado directamente al Ministerio de Ciencias, Tecnología y Medio Ambiente (CITMA). Era la única universidad cubana que no estaba subordinada al Ministerio de Educación Superior (MES). A partir de entonces, se encuentra subordinado al MES.